# Arco di Galerio
L'arco di Galerio fu eretto a Tessalonica (attuale Salonicco, in Grecia) dopo il 297 per celebrarne il trionfo contro il re persiano Narsete. L'arco trionfale era parte di un complesso più vasto di edifici onorari, che intersecava il percorso cittadino della [via Egnatia], per condurre al Palazzo imperiale e attraverso portici  davanti alla Rotonda monumentale che doveva costituire la Tomba di Galerio.

## Struttura
L'arco in origine era quadrifronte  e si sviluppava su due muri paralleli, con un'arcata maggiore al centro e due minori, laterali. I muri erano congiunti da soffitti con volte a tutto sesto e lo spazio rettangolare al centro era coperto da una cupola. In origine quindi vi erano quattro pilastri, di cui ne restano solo due, dove si sviluppavano quattro file orizzontali di rilievi divisi da festoni marmorei, decorati da nastri e foglie di quercia. 
Non si sono conservate dediche o iscrizioni e tutta la superficie dei rilievi è fortemente deteriorata. Sul pilastro a Sud ovest  (colonna A) è figurata la spedizione di Galerio in Armenia e in quello di Nord est (colonna B)  le successive battaglie dei romani in Persia e ad Adiabene; le figure dell'imperatore o in primo piano sono più grandi, espresse a tutto tondo e con forte rilievo, mentre quelle dei personaggi sullo sfondo sono molto più ridotte o semplicemente incise (con "rilievo negativo"), una caratteristica della scultura provinciale e dell'arte del periodo tardo. Ci sono fregi sia orizzontali che  verticali che separano e sottolineano le scene principali. 
Sono raffigurate due processioni con delle città, una di partenza ed una di arrivo, forse proprio Salonicco. L' adventus  era infatti l'ingresso cerimoniale nella città, che comportava dei riti che potevano prevedere anche la costruzione di un arco. I tetrarchi vengono rappresentati sempre in modo identico e speculare. come metafora della concordia e la "fratellanza" tra di loro.  Il complesso decorativo tuttavia appare come una struttura pesante, affollata di elementi e con una certa pesantezza espressiva, lontana dai modelli classici.
Il personaggio principale è Galerio, raffigurato  in vari momenti della guerra contro i Persiani: in particolare è raffigurato a cavallo mentre vince "simbolicamente" Narsete (in realtà i due non si sono mai affrontati direttamente) e sbaraglia i Persiani. Sul capo di Galerio un'aquila gli porge una corona trionfale.
La scena più elaborata appare essere quella dove sono rappresentati i quattro tetrarchi: Diocleziano, Massimiano, Galerio e Costanzo, di fronte a un colonnato e intorno ad un altare fumante di incensi, mentre offrono il tradizionale sacrificio del suovetaurilia in ringraziamento agli dei. A fianco di Galerio, in veste di imperatore,  è raffigurata la moglie Galeria Valeria, figlia di Diocleziano, a rafforzamento dell'importanza dell'Augusto. 
In un'altra scena è raffigurata la gloria finale dei due Augusti, Diocleziano e Galerio, seduti in trono, con ai loro piedi il Mondo conosciuto (Ekumene), rappresentato dalle personificazioni della Terra (Kosmos) e del Mare (Thalatta) da loro sottomessi, con le due Province liberate di Armenia e Mesopotamia sedute di fianco e i due Cesari che li affiancano in piedi; I tetrarchi sono attorniati dalle divinità romane e parificati ad esse, in quanto sono raffigurati delle  loro stesse dimensioni. Sotto il gruppo appare una serie di Vittorie alate, inquadrate dentro nicchie.
Tutti i volti nei rilevi sono stati oggetto di damnatio memoriae o di atti vandalici nei secoli successivi.

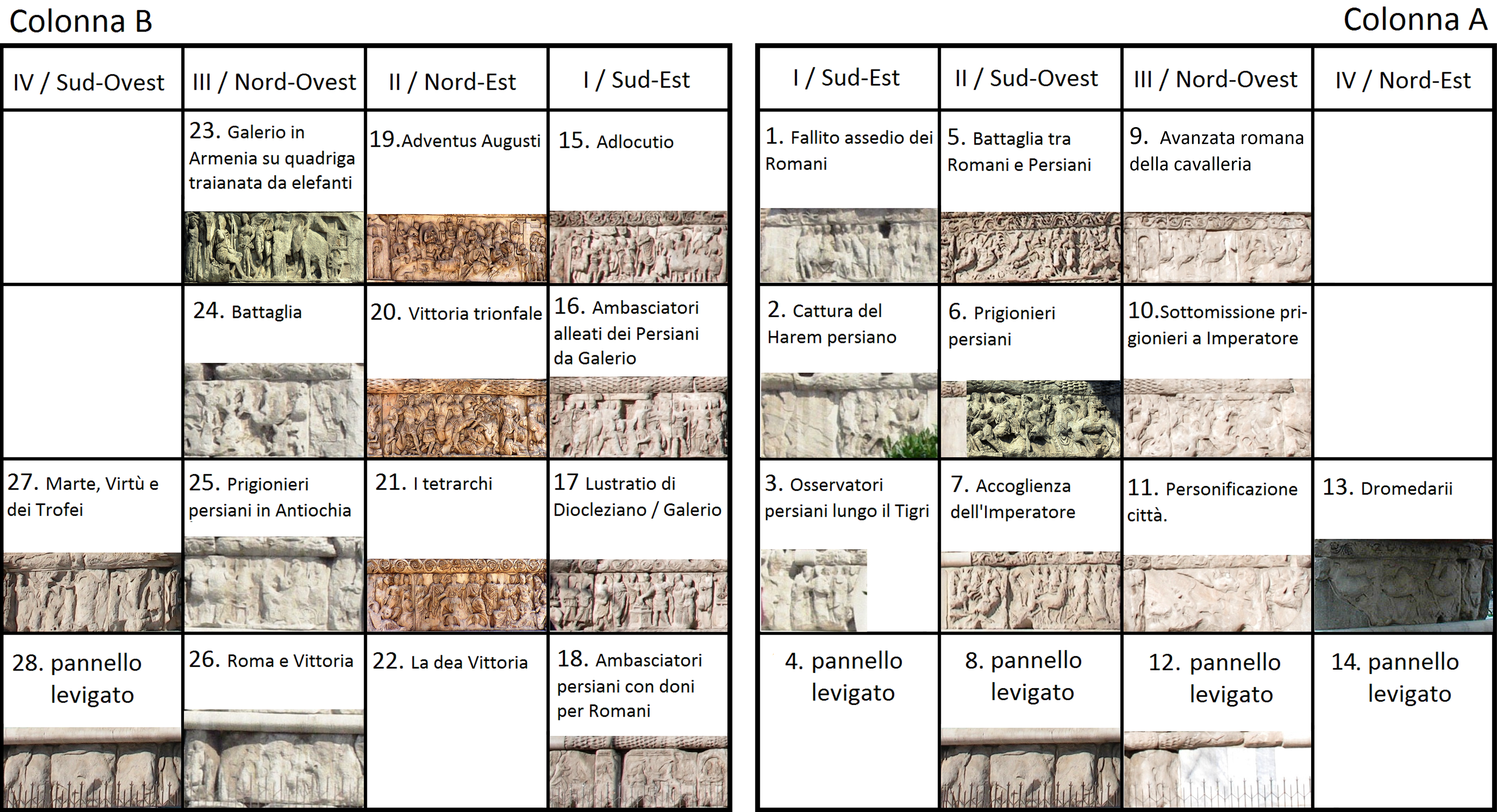
Struttura architettonica ed artistica del fregio dell'arco di Galerio di Tessalonica.

## Composizione scultorea

### Colonna Sud
| Tematica                                            | Descrizione scena | Rilievo scultoreo |
| --------------------------------------------------- | --- | ----------------- |
| Arrivo dell'imperatore in una delle città orientali | Galerio visita la città armena di Eriza (l'odierna Erzincan), presso il tempio della dea Anahit (dea madre della mitologia armena). A sinistra si vedono le porte della città, con l'entrata sotto la porta su un carro a due ruote trainato da cavalli, accompagnato da guardie del corpo, che tengono lance e bandiere. I residenti della città con striscioni e fiori salutano l'Imperatore. Sul lato destro accanto ad un cipresso si vede il tempio della dea Anahit, che è visibile da una sua statua.                     |                   |
| L'onore del conquistatore d'Oriente                 | A Galerio è indicata la giusta strada, seduto su una pietra a forma cilindrica. Non ha armi, ma uno scettro. La dea Vittoria tiene una corona sullo stesso Imperatore. Torna verso la porta su un carro trainato da quattro elefanti, dietro i suoi doni. Si vede una donna guerriero sul carro con lancia e scudo, che simboleggia la gloria militare. Gli elefanti sono il simbolo di quella vittoria è stata vinta da Galerio in Oriente.                                                                                     |                   |
| Galerio riceve l'ambasciata persiana                | Il re persiano Narsete che, dopo la sua sconfitta subita da Galerio, invia un'ambasciata, guidato dal suo amico Afarvan. Nella parte destra del pannello scultoreo, Galerio è circondato da soldati, tra cui un oplita, con raffigurato sullo scudo, Ercole. Al centro si vedono cinque persiani in ginocchio, che tendono le loro mani in segno di supplica all'Imperatore. Sul bassorilievo ci sono poi due Amazzoni, così come i membri della famiglia del re persiano (quattro donne con mantelle sulla testa e un bambino). |                   |
| Sacrificio                                          | È la fase principale dei bassorilievi dell'arco. Qui mostra due tetrarchi, Galerio e Diocleziano, in piedi ai lati della dell'altare a portare offerte. Ai due lati visibili dell'altare sono collocati i bassorilievi raffiguranti Zeus e Ercole. Accanto a loro nelle immagini. Si vedono anche gli abitanti della città e le immagini allegoriche dell'Armenia e Mesopotamia, sotto forma di due donne che vengono poi conquistate.                                                                                           |                   |

### Colonna Nord
| Tematica                                          | Descrizione scena | Rilievo scultoreo |
| ------------------------------------------------- | --- | ----------------- |
| Battaglia sul fiume                               | Raffigura la battaglia tra l'esercito di Galerio sul fiume (che è rappresentato da una figura nuda dalla vita in su), appoggiata su una roccia. Accanto a questa figura alcuni cavalieri daci, guidati dall'imperatore. Galerio, seduto sul suo cavallo, colpisce il nemico con una lancia. In mezzo ad una folla di soldati romani sono raffigurati i futuri Cesari, Costantino I e Licinio. A terra numerosi corpi dei nemici morti e feriti su entrambi i lati, sono poi poste le immagini delle dee Vittoria e Artemide. Nella parte destra della composizione viene posto un carro con quattro elefanti. |                   |
| Uscita dei prigionieri dalla città sasanide       | La città sasanide è rappresentata con due torri ed una porta. Nella parte sinistra della composizione ci sono tre figure di uomini barbuti ed anziani, pronti ad obbedire all'imperatore (conservato solo nella parte della gamba sinistra). Inoltre ci sono le immagini delle donne catturate con i cammelli (al centro dello sfondo, oltre un cancello). |                   |
| L'Imperatore è accolto con benevolenza dai nemici | L'imperatore è raffigurato al centro, vestito in abiti civili seduto in carrozza da viaggio, trainato da quattro cavalli. Egli è accompagnato da cavalieri in tunica e elmo. Di fronte a questa processione, raffigurati due figli di schiavi. Viene dato all'imperatore il benvenuto da alcune donne. |                   |
| Misericordia dell'Imperatore                      | Gli Augusti sono seduti, circondati dai rispettivi Cesari. A sinistra si vede un gruppo di prigionieri, due dei quali hanno il culto dell'imperatore. La composizione si concentra sulla compassione ed il perdono da parte del vincitore romano al sasanide sconfitto. |                   |
| Prigioniere sasanidi                              | Un gruppo di prigionieri donne con tuniche. Uno di loro tiene un fiore, un altro un lungo scettro. La maggior parte a sinistra della composizione è andato perduto e sostituito da una lastra in marmo restaurata. |                   |